# Rasheen Ali
Rasheen Ali (Cleveland, 16 febbraio 2001) è un giocatore di football americano statunitense che milita nel ruolo di running back per i Baltimore Ravens della National Football League (NFL).

## Carriera universitaria
Nella sua prima stagione a Marshall nel 2020, Ali dispute sei partite correndo 5 volte per 22 yard oltre a ritornare 76 yard da kickoff. Nella stagione 2021 fu uno dei migliori running back della nazione, correndo 1.401 yard e 23 touchdown su 250 possessi. A fine anno fu premiato come miglior giocatore della squadra, inserito nella formazione ideale della Conference USA, e premiato come Freshman All-American dalla FWAA. Nel 2022 rimase fuori dai campi di gioco per la maggior parte della stagione per infortunio. Fece ritorno nelle ultime tre partite, correndo 273 yard e un touchdown. Fu premiato come miglior giocatore del Myrtle Beach Bowl dove corse 92 yard e segnò un touchdown su 15 possessi.
Nel quarto turno della stagione 2023, Ali corse 180 yard e 2 touchdown nella vittoria contro Virginia Tech. Per questa prestazione fu premiato come miglior giocatore offensivo della settimana della Sun Belt Conference. A fine anno fu inserito nella seconda formazione ideale della Sun Belt.

## Carriera professionistica

### Baltimore Ravens
Ali fu scelto nel corso del quinto giro (165º assoluto) del Draft NFL 2024 dai Baltimore Ravens. Nella sua prima stagione corse 31 yard in sei presenze, nessuna delle quali come titolare.